# Prix de Strasbourg
Prix de Strasbourg är ett årligt travlopp för 4-10-åriga varmblodiga travhästar som körs på Vincennesbanan utanför Paris i Frankrike varje år i slutet av december. Det är ett Grupp 3-lopp, det vill säga ett lopp av tredje högsta internationella klass. Förstapris är 33 750 euro. Loppet körs över distansen 2700 meter.

## Vinnare
| År   | Häst               | Far                | Kusk                     | Tränare                  | Tid/km |
| ---- | ------------------ | ------------------ | ------------------------ | ------------------------ | ------ |
| 2024 | Goal Star          | Look de Star       | Yoann Lebourgeois        | Dominik Locqueneux       | 1'12"8 |
| 2023 | Face Time          | Coktail Jet        | Matthieu Abrivard        | Matthieu Abrivard        | 1'12"4 |
| 2022 | Émeraude de Bais   | Repeat Love        | Franck Nivard            | Benjamin Goetz           | 1'12"2 |
| 2021 | Décoloration       | Prince d'Espace    | Éric Raffin              | Jean-Michel Baudouin     | 1'12"8 |
| 2020 | Be One Des Thirons | Roi du Coq         | Philippe Daugeard        | Philippe Daugeard        | 1'13"1 |
| 2019 | Balzac de l'Iton   | Panache de l'Iton  | Franck Nivard            | Franck Nivard            | 1'14"2 |
| 2018 | Vertige de Chenu   | Lynx de Bellouet   | Éric Raffin              | Jean-Michel Baudouin     | 1'13"2 |
| 2017 | Unbridled Charm    | Password           | Jean-Philippe Dubois     | Philippe Moulin          | 1'13"3 |
| 2016 | Ustie Haufor       | Niky               | Charles Julien Bigeon    | Christian Bigeon         | 1'14"4 |
| 2015 | Shadow d'Odyssee   | Urfist des Pres    | Éric Raffin              | Pierre Belloche          | 1'15"0 |
| 2014 | Trophee de Jaba    | Kesaco Phedo       | Jean-Michel Bazire       | Jean-Michel Bazire       | 1'14"2 |
| 2013 | Quartz de Fleurier | Hooper             | Pierre Yves Verva        | Rene Mevel               | 1'15"0 |
| 2012 | Recit Jeloca       | First de Retz      | Jean Loic Claude Dersoir | Jean Loic Claude Dersoir | 1'14"2 |
| 2011 | Pouline Leman      | Icare de Pouline   | Franck Nivard            | Dominique Lefaucheux     | 1'14"1 |
| 2010 | Nico               | Goetmals Wood      | Franck Nivard            | Benjamin Goetz           | 1'13"8 |
| 2009 | Ouagadougou        | Fortuna Fant       | Yann Gerard              | Vincent Collard          | 1'14"7 |
| 2008 | Nigerita           | Viking's Way       | Franck Nivard            | Jean Leneveu             | 1'14"8 |
| 2007 | Jalmont de Cottun  | Tabac Blond        | Éric Raffin              | Antoine Blier            | 1'14"9 |
| 2006 | Le Bijou de Bootz  | Bijou du Bignon    | Jean-Michel Bazire       | Jean-Michel Bazire       | 1'14"9 |
| 2005 | Ivoire Gede        | Sancho Panca       | Pierre Levesque          | Bruno Marie              | 1'14"4 |
| 2004 | Joker de Lui       | Criterium d'Ombree | Ulf Nordin               | Ulf Nordin               | 1'15"2 |